# Robert Hermann Schomburgk
Pour les articles homonymes, voir Schomburgk.
Robert Hermann Schomburgk (5 juin 1804 - 11 mars 1865) est un explorateur prussien, devenu sujet britannique, né à Freyburg en électorat de Saxe et mort à Schöneberg près de Berlin.

## Biographie
Fils d'un pasteur protestant, il apprend la botanique en 1820  alors qu'il réside chez son oncle. Il est embauché en 1828 pour superviser un transport d'ovins depuis la Saxe jusqu'à la Virginie aux États-Unis où il s'établit un temps. Il perd une partie de sa fortune là bas en tant que planteur de tabac puis est définitivement ruiné lorsque sa maison située à Saint-Thomas (Îles Vierges américaines) dans les Caraïbes où il s'était installé brûle. Il cesse alors toute activité commerciale et voyage jusqu'à Anegada dans les îles Vierges britanniques, où il fait une étude minutieuse et à ses propres frais des courants marins qui avaient causé de nombreux naufrages dans les parages. Son rapport envoyé à la Royal Geographical Society de Londres fait une telle impression qu'il est envoyé en 1835 par la société pour conduire l'exploration de la Guyane britannique dont l'intérieur reste largement méconnu.
Sa mission (1835-1839) est un succès total, il découvre fortuitement le nénuphar géant Victoria amazonica en 1837. En 1841, il revient en Guyane cette fois-ci en tant que représentant du gouvernement du Royaume-Uni afin d'étudier la colonie et d'en fixer les frontières orientales et occidentales. Le résultat est la ligne de démarcation provisoire entre la Guyane britannique et le Venezuela connue sous le nom de ligne Schomburgk et la frontière avec la colonie hollandaise du Suriname. Il demande aussi à fixer la frontière avec le Brésil arguant du fait qu'il avait observé des pratiques esclavagistes envers les Indiens lors de ses rencontres avec les Brésiliens.
À son retour en Angleterre, il est anobli par la reine Victoria et continue à servir l'Empire. En 1846 il est envoyé à la Barbade, en 1848, il est nommé consul à Saint-Domingue et en 1857 consul général au Siam. Il poursuit de pair avec l'exercice de ces fonctions ses études géographiques. Il prend sa retraite en 1864 à la suite de problèmes de santé et meurt à Schöneberg près de Berlin en 1865. Il a écrit une Description de la Guyane britannique et l'Histoire de la Barbade.